# Curuna Lada
Curuna Lada är en bergstopp i Schweiz.   Den ligger i regionen Engiadina Bassa/Val Müstair och kantonen Graubünden, i den östra delen av landet, 210 km öster om huvudstaden Bern. Toppen på Curuna Lada är 3 079 meter över havet, eller 117 meter över den omgivande terrängen. Bredden vid basen är 0,58 km.
Terrängen runt Curuna Lada är bergig österut, men västerut är den kuperad. Runt Curuna Lada är det glesbefolkat, med 8 invånare per kvadratkilometer.. Närmaste större samhälle är Scuol, 9,6 km sydost om Curuna Lada. 
Trakten runt Curuna Lada består i huvudsak av gräsmarker.